# Luigi Sabatelli
Ne pas confondre avec Luigi Sabatelli né en 1818, son fils.
Pour les articles homonymes, voir Sabatelli.

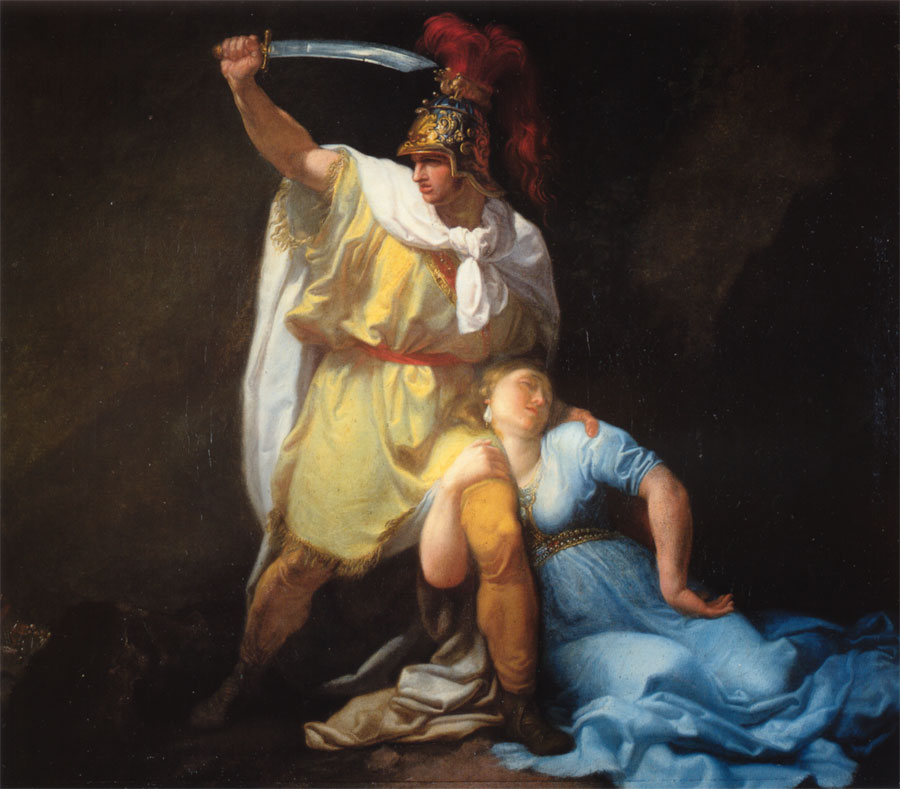
Rhadamiste tuant Zénobie, par Luigi Sabatelli (1803)

Luigi Sabatelli (né en 1772 à Florence - mort en 1850 à Milan) est un peintre italien du XIXe siècle, de style néoclassique.

## Biographie
Né à Florence, Luigi Sabatelli se forme à l'Académie du dessin de Florence, à celles de Rome et de Venise grâce à la protection du marquis Pier Roberto Capponi.
Il se fait connaître en 1801 par une eau-forte célèbre La Peste à Florence. Sa réputation se répandant, le comte Leopoldo Cicognara lui confie la chaire de peinture à l'Académie de Brera à Milan, chaire qu'il tiendra jusqu'en 1848.
De tendance néoclassique, ses œuvres obéissent aux lois académiques les plus strictes. On a de lui, entre autres :
- les fresques de la voûte de la salle de l'Illiade au palais Pitti à Florence Le Conseil des dieux (1819-1820) ;
- une toile représentant David et Abigaïl à la cathédrale d'Arezzo ;
- la décoration des palais Serbelloni et Annoni à Milan.

Il a associé ses trois fils à son travail : Francesco (Florence, 1803 - Milan, 1830), Giuseppe (Milan, 1813 - Florence, 1843), et Luigi (Milan, 1818 - Milan, 1899).